# زياد العمري
زياد راضي العمري لاعب كرة قدم سعودي ، يلعب كمدافع لعب سابقاً في نادي الذهب.